# Baltasar Longhena

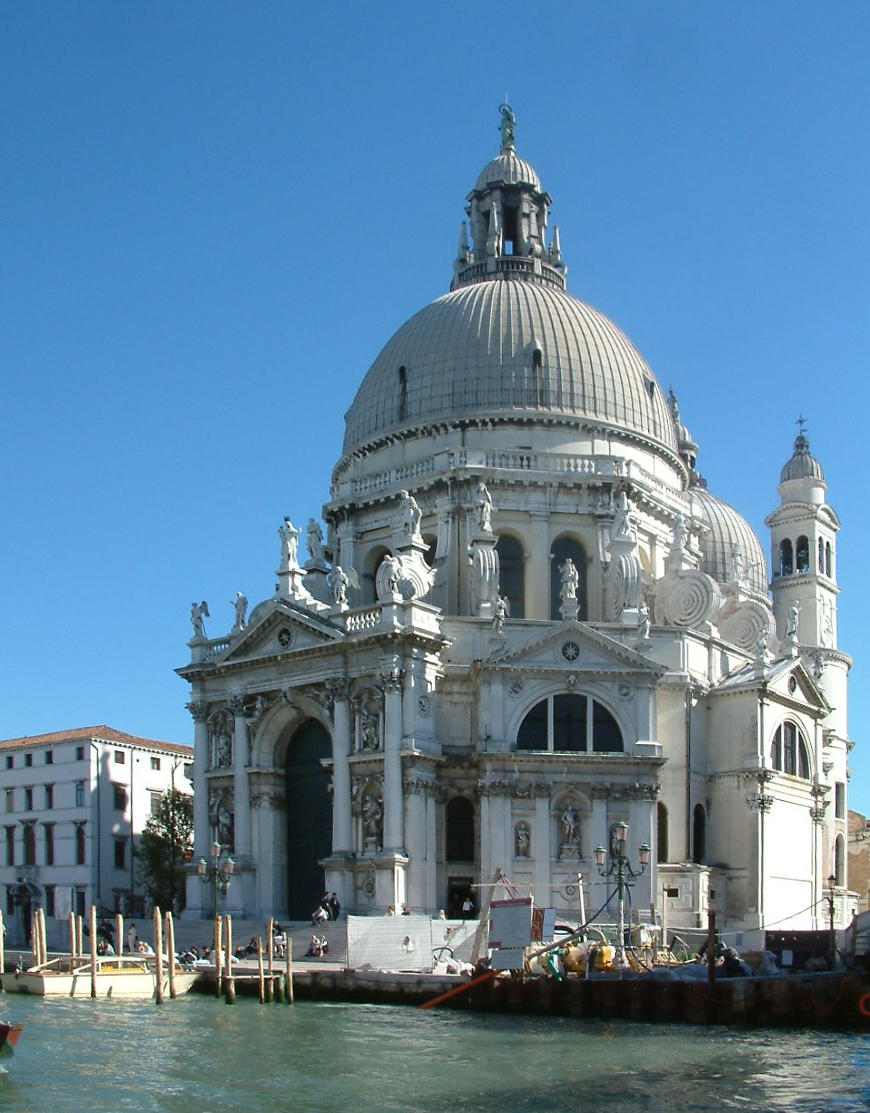
Basílica de Santa Maria della Salute, de Venecia, 1631-1650.

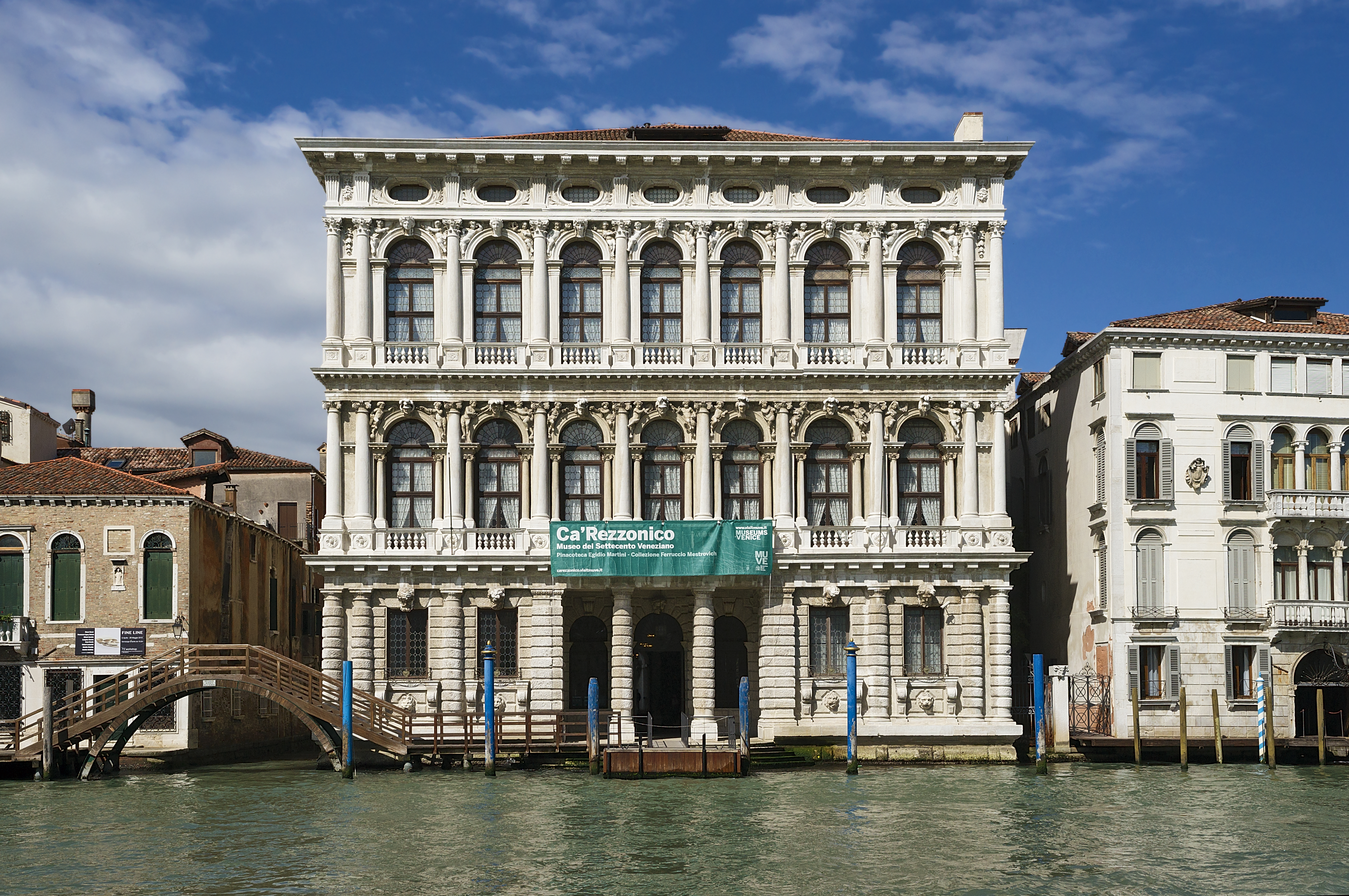
Ca' Rezzonico en el Gran Canal

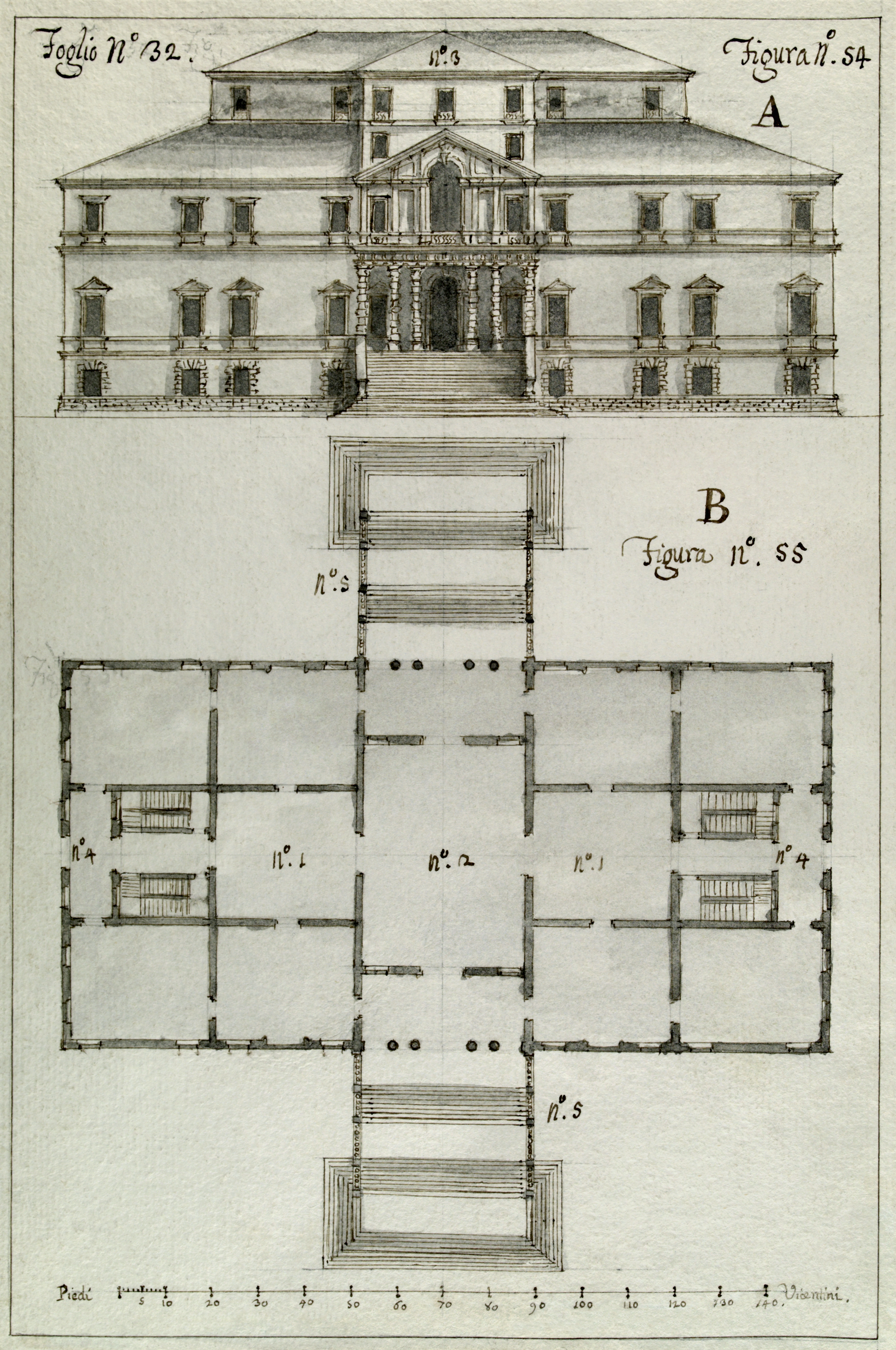
Villa Da Lezze en Rovarè de Baldassare Longhena (destruida). Dibujos de Francesco Muttoni que debería haber constituido la base para los grabados de Giorgio Fossati que se incluirían en el Vol. X de la edición del tratado de Palladio de Muttoni (Venecia, 1740-1748); El vol. X nunca fue publicado.

Baldassare Longhena (Baltasar Longhena en fuentes tradicionales en español) (Venecia, fin de 1596 o principios de 1597 - Venecia, 18 de febrero de 1682), fue un arquitecto y escultor italiano de la República de Venecia, entre los más famosos y representante de su tiempo. 
La actividad de Longhena se centró principalmente en Venecia y sus inmediaciones, siendo sus obras más destacadas la Basílica de Santa Maria della Salute (1631-1650) y Ca' Rezzonico (1667-1682).

## Biografía
Primogénito de Melquisedec y de Giacomina, es casi seguro que nació en Venecia a finales de 1596 y principios de 1597. La fecha de nacimiento no se conoce con precisión debido a que los documentos de la parroquia de San Provolo (donde muy probablemente fue bautizado) de este período se han perdido; en la lista de canteros de 1672, sin embargo, se le menciona teniendo setenta y cinco años y en los documentos sobre su muerte en 1682 se recoge como edad ochenta años. Tenía tres hermanos, Decio, Medea y Giovanni.
La crítica reciente ha revisado completamente las suposiciones negativas sobre su formación. Hasta los años 1950 , de hecho, se consideró válido el juicio de Tommaso Temanza (1778) que lo consideraba un humildísimo cantero privado de estudios que finalmente habría logrado alcanzar el rango de arquitecto de estado.
Ahora se sabe que se formó en el taller de su padre Melquisedec, que era mucho más que un modesto cantero y que se jactaba de relacionarse con personalidades como Alessandro Vittoria y Vincenzo Scamozzi. Contribuyeron a su educación artística también los estudios de Andrea Palladio y Sebastiano Serlio, así como el mecenazgo de la familia Contarini. También trabajó en el campo más burocrático (preparación de letras, gestión de contabilidad) convirtiéndose en uno de los primeros ejemplos de un arquitecto profesional.
Comenzó a destacar en su veintena con la reconstrucción del palacio Malipiero (1621-1622) y con la radical reestructuración del palacio Giustinian Lolin (1623).
En 1631 recibió el encargo de diseñar y construir la actual basilica de Santa Maria della Salute, su obra más importante y una de las grandes glorías del barroco veneciano e italiano. La basílica fue construida por un ex voto de los ciudadanos al final de una terrible epidemia de peste que asoló en 1630 Venecia y gran parte de la Italia septentrional. El cuerpo central, de forma octogonal, está coronada por una cúpula que destaca imponente en la Punta da Mar y que es claramente visible tanto desde el Gran Canal como de la Piazza San Marco. El severo clasicismo de su interior contrasta fuertemente con las audaces concepciones escenográficas del exterior que se diviarticula en formas ricas de movimiento de clara inspiración barroca. La construcción de la iglesia de Santa María della Salute tomó más de medio siglo: el edificio, de hecho, sólo se inauguró en 1687, cinco años después de la muerte de su creador.
Longhena estuvo profundamente influenciado por dos grandes maestros del siglo XVI italiano, Jacopo Sansovino y Andrea Palladio. Totalmente insertado en la corriente barroca de su tiempo, el arquitecto fue capaz de dotar a algunas de sus obras de una suntuosidad y efectos de claroscuro cargados de un profundo dramatismo, que se refleja sobre todo en la que fue su obra maestra indiscutible, Santa Maria della Salute.
Discípulos y luego colaboradores y epígonos suyos fueron Giuseppe Sardi (1630-1699), Bernardo Falconi de Bissone, Antonio Gaspari (1670-1738) y el altoatesino Peter Strudel. El primero, originario de Morcote, trabajó junto al gran maestro en la construcción de la iglesia dell'Ospedaletto, mientras Gaspari continuó los trabajos de construcción de Ca 'Pesaro después de la muerte de Longhena.

## Obras
Entre sus obras principales, además de Santa Maria della Salute, destacan:
- 1633- : Duomo di Chioggia (destruida por un incendio en 1623 y reconstruida por Longhena a partir de 1633);
- ?-1640: Procuraduría Nueva, Venecia (dejada incompleta por Vincenzo Scamozzi y terminada por Longhena hacia 1640);
- 1641-1646: Escalinata de la biblioteca de San Giorgio Maggiore, Venecia;
- 1648-1660: Palacio Belloni Battagia, en Venecia;
- 1649: Capilla Vendramin en San Pietro di Castello, Venecia;
- 1656-1663: Santa Maria de Nazareth, más conocida como la Iglesia de los Descalzos, Venecia ;
- 1658-1675: Duomo, Loreo, provincia de Rovigo;
- 1659-1682: Ca' Pesaro, Venecia (terminado por Antonio Gaspari en 1710);
- 1665: Palacio Zane Collalto, Venecia (1665; la portada fue terminada por Gaspari);
- 1667-1678: Iglesia del Ospedaletto de San Giovanni e Paolo, Venecia;
- 1667-1682: Ca' Rezzonico, Venecia (antiguo Palazzo Bon, terminado por Giorgio Massari en 1756);
- 1679: Villa Paccagnella, Conegliano;
- Villa Angarano, Bassano del Grappa (segunda mitad del siglo XVI), finalización del cuerpo central, a partir de la estructura cinquencentística de Andrea Palladio

También realizó la fachada de la iglesia de Santa Justina (1640), el Colegio griego (1648), la fachada de la iglesia de San Salvador (1663) y el Seminario Patriarcal (1670).

### Galería de imágenes

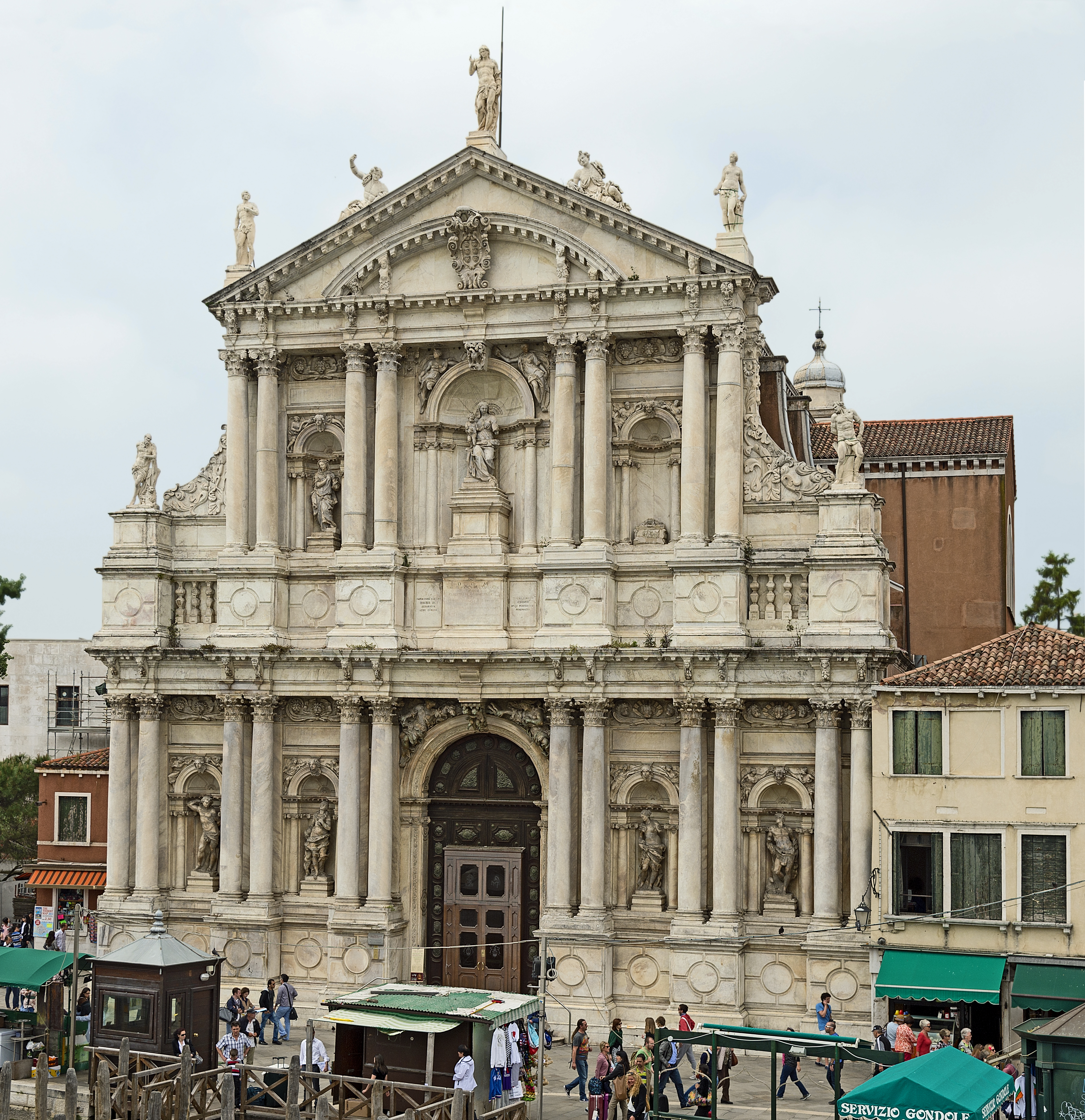
Iglesia de los Descalzos en el Canal Grande
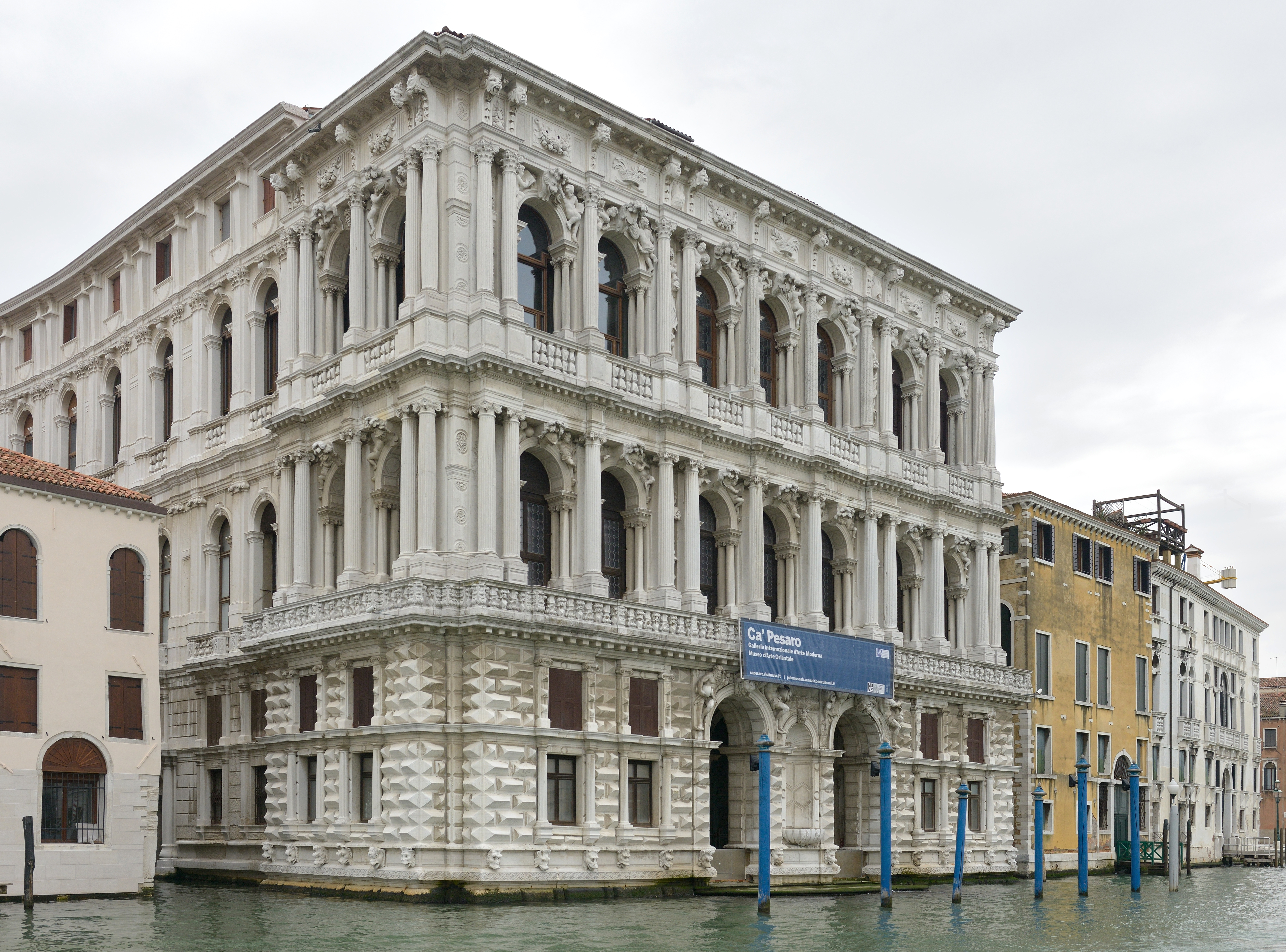
Ca' Pesaro, en el Canal Grande
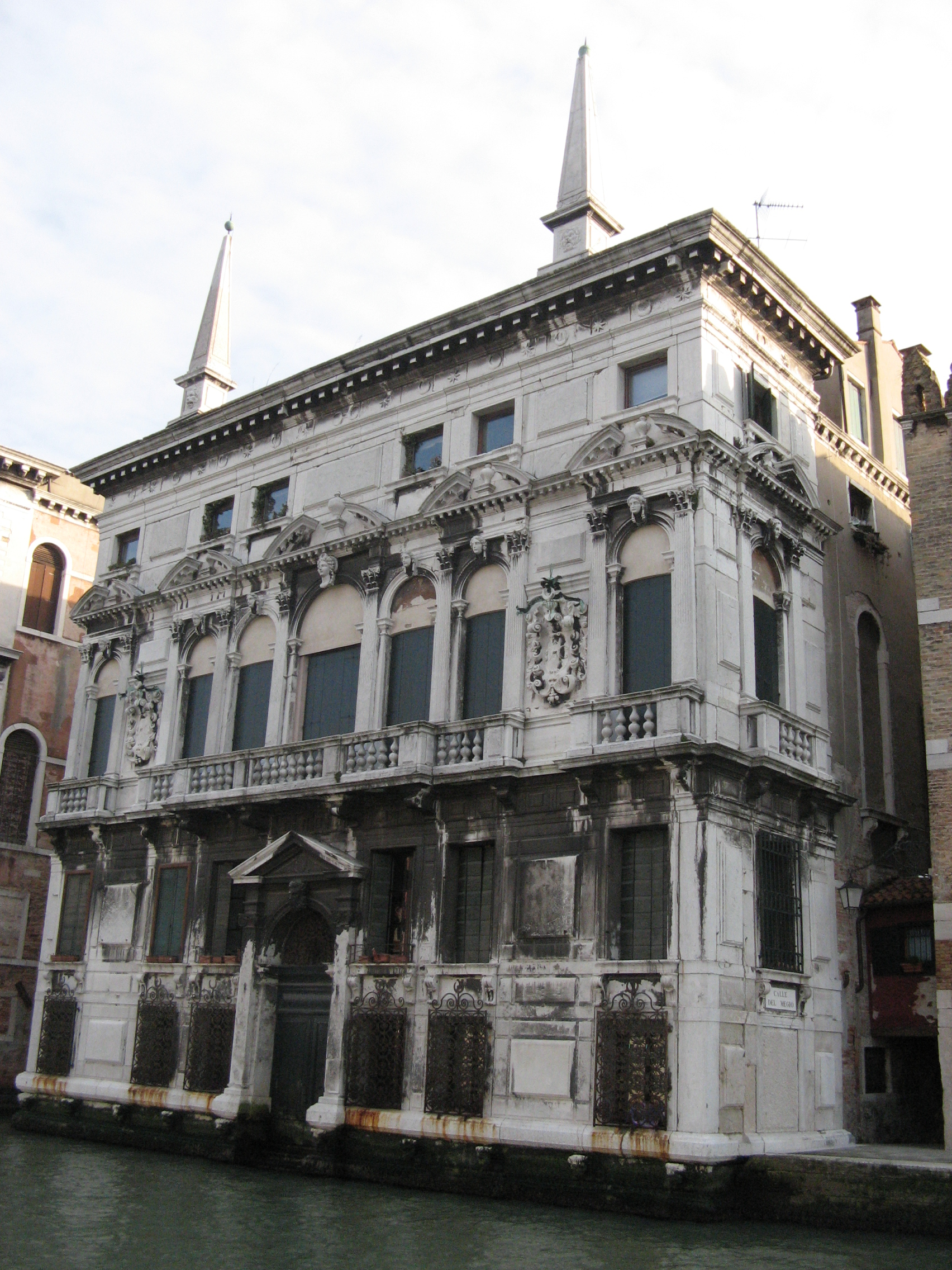
Palacio Zane Collalto
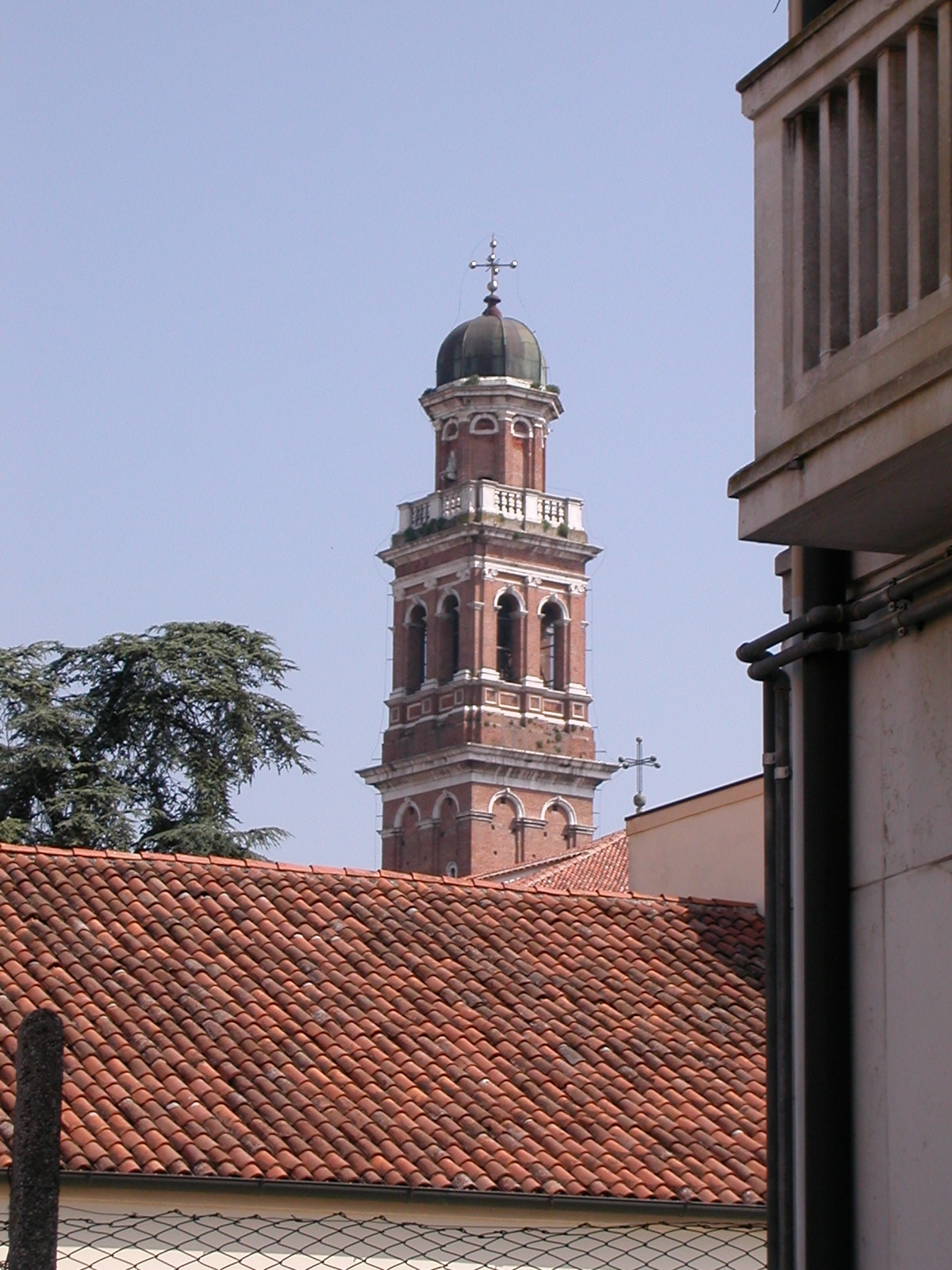
El extremo superior del campanile de la iglesia de Santa Maria del Socorro, de la Rotonda, en Rovigo.
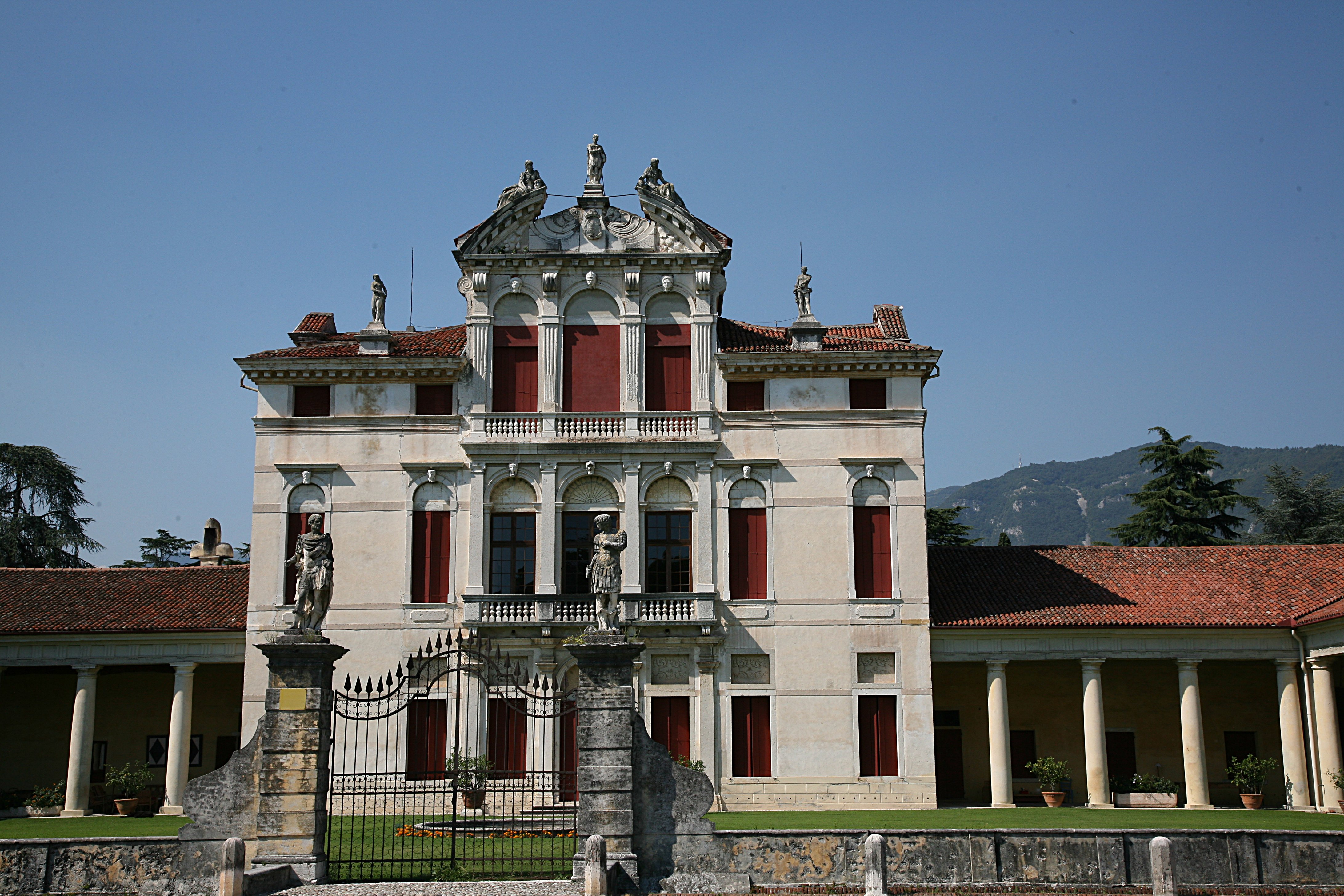
El cuerpo central de Villa Angarano en Bassano del Grappa
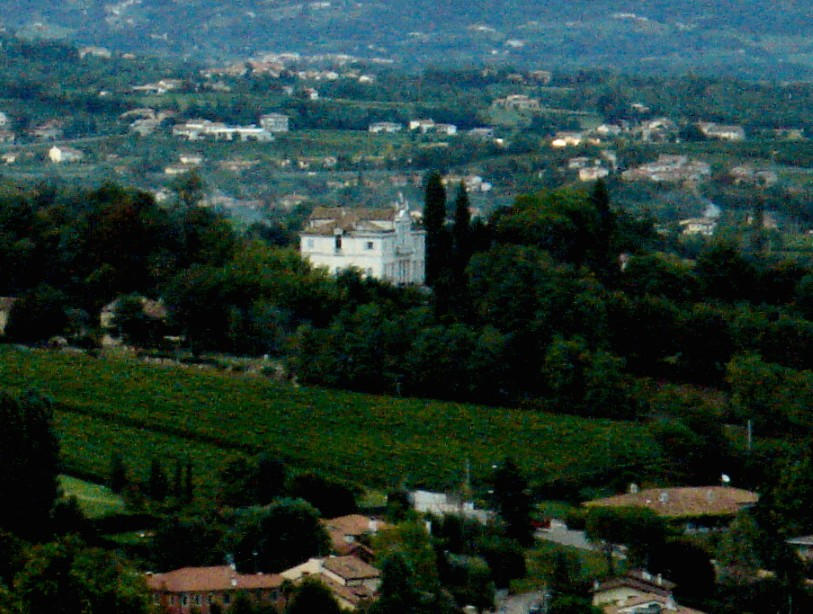
Villa Paccagnella, en Conegliano
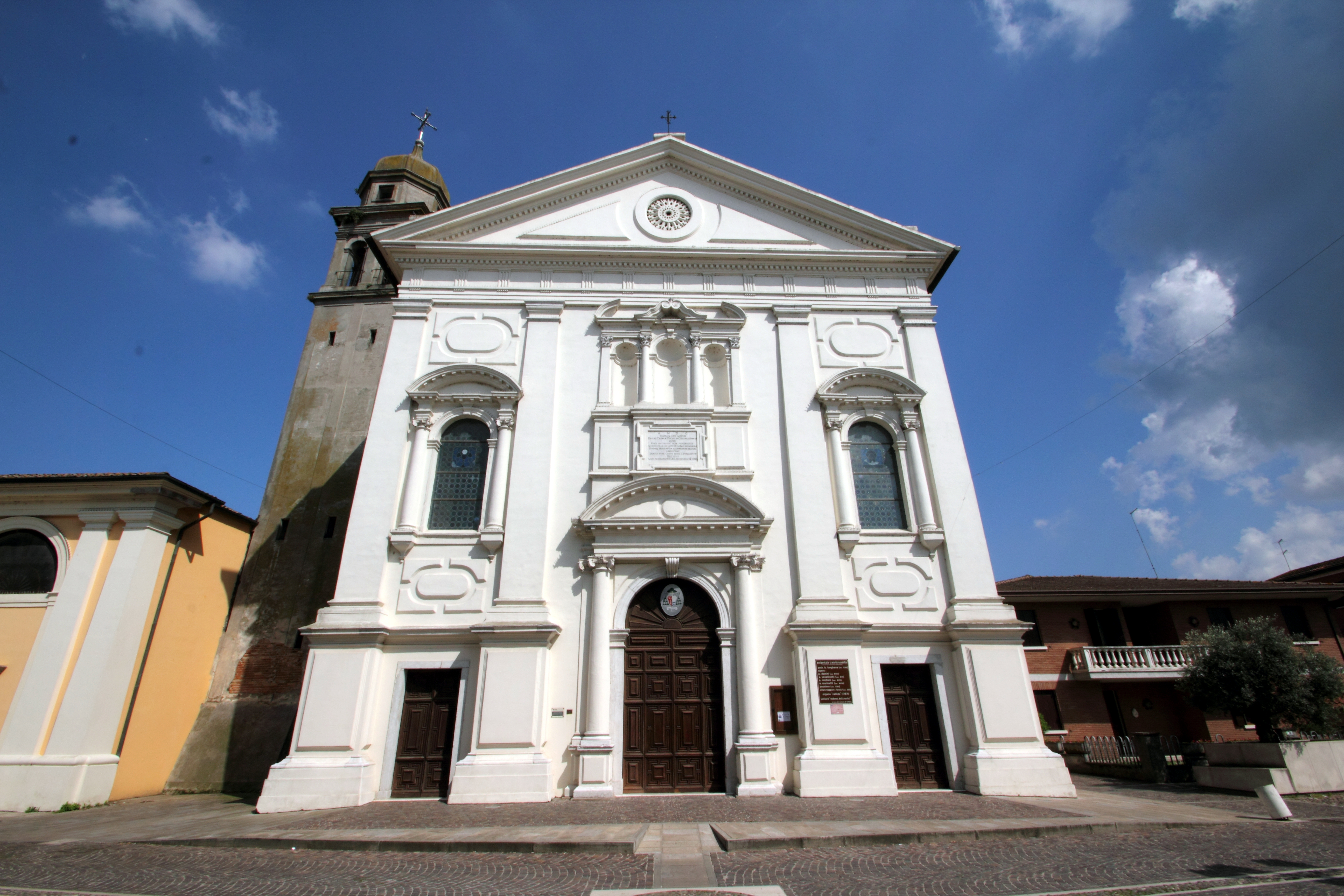
Iglesia Arciprestal de Santa Maria Assunta en Loreo (RO)